# 第17回全日本女子サッカー選手権大会
第17回全日本女子サッカー選手権大会（だい17かいぜんにほんじょしさっかーせんしゅけんたいかい）は、1996年1月21日から3月3日にかけて行われた全日本女子サッカー選手権大会。日本女子サッカーリーグ（L・リーグ）参加10チームを含む20チームが参加した。
この大会から全国各地での実施となり、全国大会という名にさらにふさわしい内容となった。準決勝と決勝は国立西が丘サッカー場で開催した。
また試合時間については、L・リーグが前年に男子と同様の90分（45分ハーフ）となったため、2回戦までは80分（40分ハーフ）、準々決勝以降を90分とした。
準々決勝の2試合、準決勝の1試合がPK戦までもつれる展開から、ともに前大会で3位のフジタサッカークラブ・マーキュリーと読売西友ベレーザが対戦しフジタが初優勝。3位には前大会優勝のプリマハムFCくノ一と、この大会限りで解散となるTOKYO SHiDAX LSCであった。

## 成績
- 優勝：フジタサッカークラブ・マーキュリー
- 準優勝：読売西友ベレーザ
- 第3位：プリマハムFCくノ一、TOKYO SHiDAX LSC

## 出場チーム

### 日本女子サッカーリーグ
（第7回L・リーグ総合成績順）
- プリマハムFCくノ一
- 日興證券ドリームレディース
- 鈴与清水FCラブリーレディース
- 松下電器パナソニック バンビーナ（←松下電器レディースサッカークラブ・バンビーナ）
- 読売西友ベレーザ
- フジタサッカークラブ・マーキュリー（←フジタ天台SCマーキュリー）
- シロキFCセレーナ
- 田崎ペルーレFC
- TOKYO SHiDAX LSC
- 宝塚バニーズレディースサッカークラブ（←旭国際バニーズ）

### 北海道地域
- フットボールクラブ標茶L（←FC標茶レディース）

### 東北地域
- 石巻市立女子商業高等学校

### 関東地域
- OKIレディーサンダース
- 日本女子体育大学

### 北信越地域
- 富山レディース

### 東海地域
- 中京女子大学

### 関西地域
- 松下電器パナソニック ラガッツァ

### 中国地域
- 城南レディース

### 四国地域
- ソシオス･アミーゴ

### 九州地域
- 飽田FCレディース

## 開催方式

### 試合規定
- 試合時間
  - 1、2回戦:80分（40分ハーフ）
  - 準々決勝以降:90分（45分ハーフ）
- 規定時間内に決しない場合は20分（10分ハーフ）の延長戦（Vゴール方式）→決しない場合はPK戦
- 登録選手:ベンチ入り16名（交代出場3名まで）
- 入場料 
  - 1、2回戦、準々決勝:無料
  - 準決勝、決勝:有料

### 試合会場
1回戦・2回戦
- 浦和駒場スタジアム
- 京都府立山城総合運動公園太陽ヶ丘球技場B
- 広島県立びんご運動公園陸上競技場
- 徳島県総合運動公園陸上競技場

準々決勝
- 名古屋市瑞穂公園陸上競技場
- 栃木県グリーンスタジアム
- 稲城中央公園総合グラウンド
- 厚木市荻野運動公園競技場

準決勝・決勝
- 国立西が丘サッカー場

## 結果

### 1回戦
| 1996年1月27日 11:00 |

| OKIレディーサンダース | 1 - 3 | 宝塚バニーズレディース サッカークラブ |
|                       |       |                                       |

| 浦和駒場スタジアム |

| 1996年1月27日 13:00 |

| 中京女子大学 | 4 - 1 | フットボールクラブ標茶L |
|              |       |                         |

| 京都府立山城総合運動公園 太陽ヶ丘球技場B |

| 1996年1月27日 13:00 |

| 城南レディース | 3 - 4 | 飽田FCレディース |
|                |       |                  |

| 広島県立びんご運動公園 |

| 1996年1月27日 13:30 |

| TOKYO SHiDAX LSC | 6 - 0 | ソシオス･アミーゴ |
|                  |       |                   |

| 徳島県総合運動公園陸上競技場 |

### 2回戦
| 1996年1月28日 11:00 |

| プリマハムFCくノ一 | 2v - 1 (延長) | 宝塚バニーズレディース サッカークラブ |
|                    |               |                                       |

| 浦和駒場スタジアム |

| 1996年1月27日 13:30 |

| 石巻市立女子商業高等学校 | 1 - 9 | 田崎ペルーレFC |
|                          |       |                |

| 浦和駒場スタジアム |

| 1996年1月28日 12:00 |

| 読売西友ベレーザ | 13 - 1 | 富山レディース |
|                  |        |                |

| 京都府立山城総合運動公園 太陽ヶ丘球技場B |

| 1996年1月28日 10:00 |

| 中京女子大学 | 0 - 9 | 松下電器パナソニック バンビーナ |
|              |       |                                 |

| 京都府立山城総合運動公園 太陽ヶ丘球技場B |

| 1996年1月28日 11:00 |

| 鈴与清水FCラブリーレディース | 11 - 0 | 飽田FCレディース |
|                              |        |                  |

| 広島県立びんご運動公園 |

| 1996年1月28日 13:30 |

| 日本女子体育大学 | 0 - 8 | フジタサッカークラブ・マーキュリー |
|                  |       |                                    |

| 広島県立びんご運動公園 |

| 1996年1月27日 11:00 |

| シロキFCセレーナ | 7 - 0 | 松下電器パナソニック ラガッツァ |
|                  |       |                                 |

| 徳島県総合運動公園陸上競技場 |

| 1996年1月28日 14:00 |

| TOKYO SHiDAX LSC | 1 - 0 | 日興證券ドリームレディース |
|                  |       |                            |

| 徳島県総合運動公園陸上競技場 |

### 準々決勝
| 1996年2月25日 14:00 |

| プリマハムFCくノ一 | 4 - 0 | 田崎ペルーレFC |
|                    |       |                |

| 名古屋市瑞穂公園陸上競技場 |

| 1996年2月25日 13:00 |

| 読売西友ベレーザ | 1 - 0 | 松下電器パナソニック バンビーナ |
|                  |       |                                 |

| 栃木県グリーンスタジアム |

| 1996年2月25日 13:00 |

| 鈴与清水FCラブリーレディース | 2 - 2 (延長) | フジタサッカークラブ・マーキュリー |
|                              |              |                                    |
|                              | PK戦         |                                    |
|                              | 1 - 3        |                                    |

| 厚木市荻野運動公園競技場 |

| 1996年2月25日 13:00 |

| シロキFCセレーナ | 0 - 0 (延長) | TOKYO SHiDAX LSC |
|                  |              |                  |
|                  | PK戦         |                  |
|                  | 2 - 3        |                  |

| 愛媛県総合運動公園陸上競技場 |

### 準決勝
| 1996年3月2日 12:00 |

| プリマハムFCくノ一 | 1 - 1 (延長) | 読売西友ベレーザ |
|                    |              |                  |
|                    | PK戦         |                  |
|                    | 3 - 4        |                  |

| 国立西が丘サッカー場 |

| 1996年3月2日 14:00 |

| フジタサッカークラブ・マーキュリー | 1 - 0 | TOKYO SHiDAX LSC |
|                                    |       |                  |

| 国立西が丘サッカー場 |

### 決勝
| 1996年3月3日 13:00 |

| フジタサッカークラブ・マーキュリー | 3 - 2 | 読売西友ベレーザ |
|                                    |       |                  |

| 国立西が丘サッカー場 |